# Joe McElderry
Joe McElderry (* 16. Juni 1991) ist ein britischer Popsänger. In seinem Heimatland wurde er durch den Gewinn der sechsten Staffel der Castingshow The X Factor bekannt, die zwischen August und Dezember 2009 im Abendprogramm des Fernsehsenders ITV ausgestrahlt wurde.

## Leben und Wirken
Anders als vier von fünf X-Factor-Gewinnern zuvor (Steve Brookstein gelang das 2004 als erstem Gewinner von The X Factor ebenfalls nicht) erreichte er mit seiner Debütsingle nicht die begehrte Position der Weihnachts-Nummer-Eins in Großbritannien. Eine Anti-X-Factor-Aktion schaffte es, den Song Killing in the Name von Rage Against the Machine vor ihm an die Spitze zu bringen. Allerdings erreichte er dann in der Woche darauf trotzdem Platz 1 der UK-Charts.
Im Juli 2010 gab er bekannt, dass er schwul sei, und bedankte sich bei seinen Fans und seiner Familie für ihre Unterstützung.
Im Oktober 2010 veröffentlichte er sein erstes Studioalbum mit dem Titel Wide Awake. Die Vorabsingle Ambitions, eine Coverversion des Hits der norwegischen Band Donkeyboy, erreichte Platz 6 der UK Top 40.

## Diskografie
Alben
- 2010: Wide Awake
- 2011: Classic
- 2011: Classic Christmas
- 2012: Here’s What I Believe
- 2017: Saturday Night at the Movies

Singles
- 2009: You Are Not Alone (X Factor Finalisten 2009)
- 2009: The Climb
- 2010: Everybody Hurts (als Mitglied bei Helping Haiti)
- 2010: Ambitions
- 2010: Someone Wake Me Up
- 2011: Last Christmas
- 2012: Here’s What I Believe
- 2012: Rescue Us
- 2017: Gloria